# Lijst van koningen in het oude Griekenland
Dit is een (onvolledige) lijst van de bekendste Griekse koningen tijdens de oudheid. De vermelde namen staan in volgorde van heersperiode. Let op: vele eeuwen later (vanaf 1832 tot 1974) kende het huidige (eengemaakte) Griekenland nog monarchen.
Het oude Griekenland verdeeld in vele kleine stadstaten. Hoewel ze op economisch, politiek en militair vlak tegenstanders waren, vormden ze toch een eenheid wat betreft taal en cultuur. Tijdens deze periode was de monarchie de meest voorkomende bestuursvorm. De koning had alle macht.
Vele namen van deze Griekse koningen zijn bewaard gebleven. Toch is het moeilijk een onderscheid te maken tussen mythologie en historische werkelijkheid. Vorsten beweerden namelijk vaak dat zij afstammeling waren van een Griekse god, dit om het volk angst in te boezemen en zo de macht in handen te houden.

## Koning vanArcadië
- Pelasgos
- Lycaon
- Nyctimus
- Arcas
- Azan, Aphidas en Elatus

## Koning vanArgos
- Inachus
- Phoroneus
- Argus
- Agenor
- Triopas
- Iasus

- Crotopus
- Sthenelas
- Pelasgos (ook bekend als Gelanor)
- Danaos
- Lynceus
- Abas

- Akrisios
- Megapenthes
- Argeus
- Anaxagoras
- Melampus, Bias en Alector
- Amphiaraos[bron?], Adrastos en Iphis

- Amphilochos, Aegialeus en Sthenelus
- Cylarabes
- Orestes
- Tisamenus

## Koning vanAthene
- Ogygus
- Actaeus
- Kekrops I
- Cranaus
- Amphicryon

- Erichthonius
- Pandion I
- Erechtheus
- Kekrops II
- Pandion II

- Aegeus
- Theseus
- Menestheus
- Demophon
- Oxyntes

- Apheidas
- Thymoetes
- Melanthus
- Codrus

## Koning vanElis
- Aethlius
- Endymion
- Epeius
- Aetolus

- Eleius I
- Augias
- Augias, Amarynceus en Actor
- Phyleus

- Amphimachus I, Thalpius en Agasthenes
- Polyxenus
- Amphimachus II

- Eleius II
- Dius
- Oxylus
- Laias

## Koning vanIolkos
- Kretheus
- Pelias
- Akastos

## Koning vanCalydon
- Oineus

## Koning vanKorinthe

### Mythische koningen
- Aeëtes
- Bounos
- Epopeus
- Corinthus

- Polybus
- Creon
- Jason
- Sisyphos

- Glaucus
- Bellerophon
- Ornytion
- Thoas

- Damophon
- Propodas
- Doridas en Hyanthidas

### Bacchiadae
- Aletes
- Ixion
- Agelas I

- Prymnes
- Bacchis
- Agelas II

- Eudaemus
- Aristomedes
- Agemon

- Alexander
- Telestes
- Automenes

## Koning vanKreta
- Archedius
- Gortys
- Cydon

- Tectamus
- Asterion
- Minos

- Lycastus
- Minos II

- Deukalion
- Idomeneus

## Koning vanMessene
- Polycaon
- Myles
- Perieres
- Aphareus
- Neleus
- Nestor

## Koning vanMycene
- Perseus
- Elektryon
- Sthenelus

- Eurystheus
- Atreus
- Thyestes

- Agamemnon
- Aigisthos
- Aletes

- Orestes
- Tisamenus

## Koning vanPherai
- Pheres
- Admetos

## Koning vanPylos
- Neleus
- Nestor

## Koning vanSparta
- Lelex
- Myles
- Eurotas
- Lacedaemon

- Amyclas I
- Argalus
- Cynortes

- Oebalos I
- Tyndareus
- Menelaos

- Orestes
- Tisamenus
- Procles en Eurysthenes

## Koning vanThebe
- Kadmos
- Pentheus
- Polydoros
- Nycteus
- Lycus

- Labdacus
- Lycus
- Amphion en Zethus
- Laios
- Kreeon

- Oedipus
- Kreoon
- Eteokles
- Kreoon
- Laodamas

- Thersandros
- Tisamenus

## Koning vanTiryns
- Proitos
- Megapenthes
- Perseus
- Electryon

## Koning vanTroezen
- Pittheus

## Koning vanTroje/Ilion
- Tros
- Ilos
- Laomedon
- Priamos